# Tim Jerat
Tim Jerat (* 5. März 1982 in Köln-Kalk) ist ein ehemaliger deutscher Fußballspieler.

## Karriere
Jerat begann seine Karriere bei der zweiten Mannschaft von Bayer 04 Leverkusen. Für Bayer spielte er die Saisons 2001/02 und 2002/03 in der Regionalliga Nord und absolvierte 49 Spiele, in denen er sechs Tore erzielte.
Nach der zweiten Saison bei Bayer wechselte er innerhalb der Liga zur SG Wattenscheid 09, für die er in der Saison 2003/04 23-mal zum Einsatz kam, wobei er ohne Torerfolg blieb. In der folgenden Saison 2004/05 spielte Jerat bei der zweiten Mannschaft des 1. FSV Mainz 05 in der Regionalliga Süd. In dieser Spielzeit kam er auf 28 Einsätze und erzielte vier Tore. Nach der Saison wechselte er zum KFC Uerdingen 05 in die Oberliga Nordrhein. Jerat verließ den Verein nach nur fünf Einsätzen in der Winterpause und stand ab Januar 2006 beim Wuppertaler SV Borussia unter Vertrag. In der Saison 2006/07 spielte er achtmal für die zweite Mannschaft und erzielte ein Tor; in der Folgezeit erkämpfte er sich einen Stammplatz in der ersten Mannschaft. In der Saison 2009/10 spielte Jerat beim Drittliga-Aufsteiger Holstein Kiel, mit dem er aus der 3. Liga abstieg, anschließend für eine Saison bei der SpVgg Unterhaching.
Zur folgenden Saison 2011/12 wechselte der Mittelfeldspieler zum Zweitliga-Absteiger Arminia Bielefeld. Er unterschrieb einen Zweijahresvertrag. In der ersten Runde des DFB-Pokals erzielte er im Spiel gegen den 1. FC Nürnberg in der 15. Minute mit dem 1:0 sein erstes Pflichtspieltor für Bielefeld. Das Spiel wurde allerdings mit 1:5 verloren. In der Saison 2012/13 stieg er ihm mit der Arminia in die 2. Bundesliga auf. In der ersten Runde des DFB-Pokals 2013/14 erzielte Jerat durch einen Elfmeter den entscheidenden Treffer zum 2:1-Sieg gegen den Bundesligisten Eintracht Braunschweig. Am Saisonende stieg die Arminia nach verlorener Relegation gegen den SV Darmstadt 98 wieder ab. Im Sommer 2014 wechselte Jerat zu Alemannia Aachen.
Jerat wechselte zur Spielzeit 2015/16 im Tausch mit Timo Staffeldt zum Ligakonkurrenten FC Viktoria Köln. Nach dem verpassten Aufstieg in die 3. Liga im Jahr 2017 beendete er seine aktive Karriere.

## Erfolge
- Aufstieg in die 2. Bundesliga 2013
- Westfalenpokalsieger 2012, 2013

## Persönliches
Jerat ist als Vertreter der Regionalliga West im Spielerrat der Spielergewerkschaft Vereinigung der Vertragsfußballspieler (VdV).
Er ist der Sohn des 2020 verstorbenen Fußballtrainers Wolfgang Jerat. Von Frühjahr 2007 bis zum 6. Februar 2008 war sein Vater sein Trainer beim Wuppertaler SV Borussia.